# Vauxrezis
Vauxrezis – miejscowość i gmina we Francji, w regionie Hauts-de-France, w departamencie Aisne.
Według danych na styczeń 2014 roku gminę zamieszkiwały 344 osoby, a gęstość zaludnienia wynosiła 52,6 osób/km².